# 4-Aminobenzaldeído
4-Aminobenzaldeído, 4-formilanilina, para-aminobenzaldeído ou p-aminobenzaldeído é o composto orgânico aromático de fórmula química C7H7NO e massa molar 121,14 g·mol−1. 
É um dos três isômeros aminobenzaldeído
Forma um polímero de fórmula (NC6H4CH)n, o poli(4-aminobenzaldeido), classificado com o número CAS 28107-09-7.

## Obtenção
A preparação de 4-aminobenzaldeido é realizada a partir de 4-nitrotolueno por reação com sulfeto de sódio e enxofre (formando polissulfeto de sódio) em solução aquosa de hidróxido de sódio e etanol.